# Urząd (powieść)
Urząd – powieść psychologiczna Tadeusza Brezy wydana w 1960.

## Informacje wstępne
Powieść powstała w wyniku kilkuletniego pobytu autora na placówce dyplomatycznej we Włoszech i zapoznania się z rzymsko-watykańskimi realiami oraz z sytuacją polskiego środowiska emigracyjnego. Początkowo drukowana  w "Przeglądzie Kulturalnym" pt. Misja.  Poczytna w PRL ze względu na pomijaną dotąd tematykę; opublikowana przez PIW miała kilkanaście wydań w latach 1960-1984. Za granicą publikowana w krajach socjalistycznych: wydana w ZSRR, tłumaczona też m.in. na rumuński i niemiecki (jako Audienz in Rom). Adaptowana na scenę teatralną i ekranizowana dla telewizji.

## Zarys fabuły
Do Rzymu przyjeżdża z PRL młody krakowski naukowiec Juliusz Starzewski, ażeby w Watykanie dochodzić sprawiedliwości w imieniu swego ojca – adwokata konsystorskiego, który popadłszy w niejawny konflikt ze swym ordynariuszem, w praktyce nie może wykonywać zawodu. Według znajomego mecenasa Campilli, mającego służyć pomocą i radą, „sprawa nie jest trudna, ale delikatna”. Przystępując do wykonania misji, za jego pośrednictwem Juliusz nawiązuje w Watykanie kontakt z odpowiednimi osobami – księdzem de Vos i monsignorem Rigaud. Ubocznym celem jego pobytu jest wyjaśnienie pewnego frapującego go naukowego problemu, możliwe jedynie poprzez dostęp do watykańskich archiwów, co również ułatwia mu życzliwy Campilli. Zamieszkując w  skromnym, prowadzonym przez polskich emigrantów, rzymskim pensjonacie "Wanda", bohater styka się również z tym środowiskiem, w którym obok naturalnej ciekawości budzi odruchową nieufność jako człowiek „stamtąd” („Oni wszyscy z Polski są trochę zarażeni”). Poznaje właścicielkę – dr Rogulską, jej brata (Szumowskiego), siostrzenicę (Kozicką) i starego rezydenta Malińskiego – osoby ze swoistymi zwyczajami i stosunkiem do rzeczywistości, jak również polską żonę i zięcia Campillego z ich całkiem odmiennym otoczeniem.

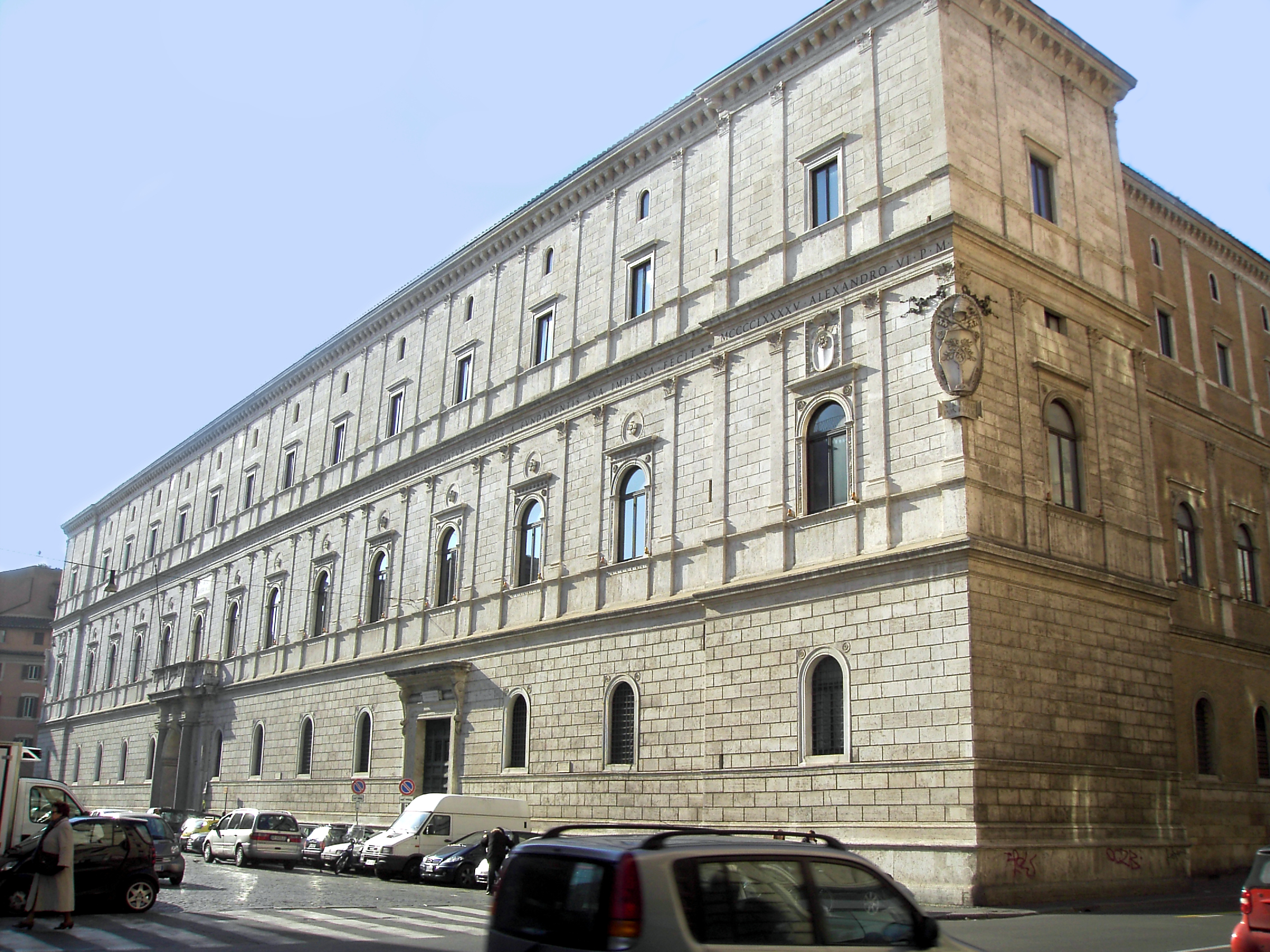
...Ale znalazłszy się na placu przed Pałacem Kancelarii, zrzuciłem maskę spokoju i zatarłem ręce...

Obydwie sprawy Starzewskiego, rozwijające się początkowo pomyślnie, wkrótce natrafiają jednak na rosnące trudności, których przyczyny bohater nie jest w stanie pojąć. Uniemożliwiony zostaje mu nawet dostęp do archiwów i praca naukowa. W miarę przedłużającego się w Rzymie pobytu Starzewski popada w coraz większy zamęt i zwątpienie, uznając, iż padł ofiarą tajemniczej zmowy. Sytuacji nie ułatwia mu brak rzeczywistego porozumienia z miejscowymi Polakami, gdy we wzajemnych kontaktach poza obustronną poprawnością wciąż dominuje obcość; w dodatku otrzymuje określone piętno od przedstawicieli „białej emigracji” (prałat Kulesza). Jedynymi osobami, z którymi nawiązuje bliższy kontakt, są były oficer Maliński oraz przypadkowo zapoznany włoski ksiądz Eugenio Piolanti, czasowo usunięty ze swej parafii za publikację nieaprobowanej książki. Poza mecenasem Campilli, oni dwaj wprowadzają go w istotne szczegóły watykańskich stosunków i objaśniają mu zawiłe mechanizmy ich działania, traktujące petenta jako podrzędność w świecie swoistych układów, celowych niedomowień i domysłów.
Ostatecznie, kiedy zrezygnowany bohater zamierza ustąpić i wracać do kraju, w sprawie jego ojca następuje nagłe przesilenie i niespodziewane jej odnowienie już na pomyślnej drodze. Gdy jednak dochodzi do wydania oficjalnego orzeczenia Kościoła, okazuje się, że pozornie korzystne – krzywdząco różni się ono od spodziewanego. Doznany zawód pogłębia też deprymujący wynik prac naukowych. Relacja zawiedzionego bohatera kończy się okrzykiem skrajnego rozczarowania: „Oto bilans osiągnięć w tym błędnym kole!”.

## Cechy powieści

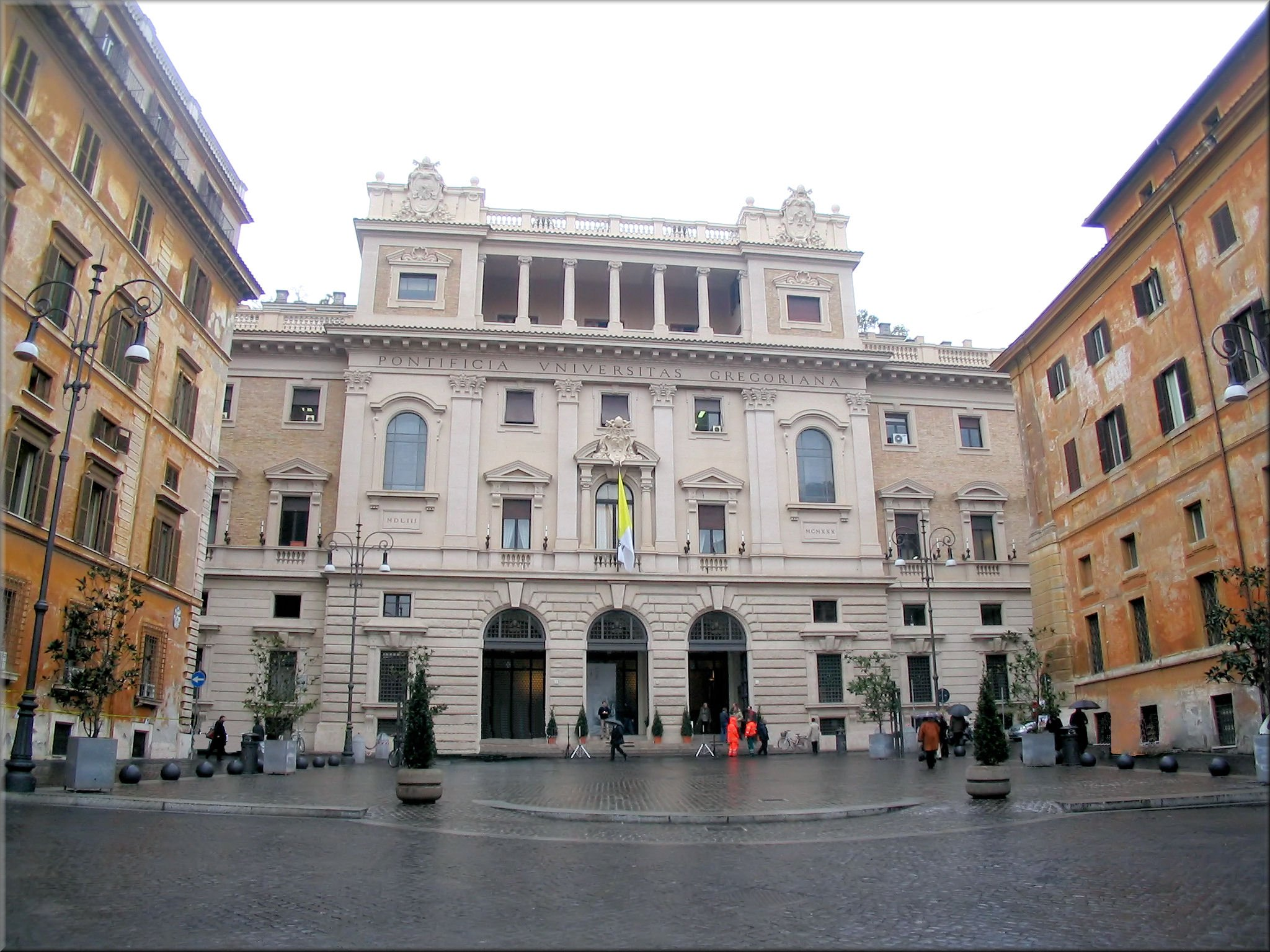
Zostawiłem list na piazza della Pilotta, gdzie mieści się Universitas Gregoriana i gdzie mieszkają jej profesorowie...

Utrzymany w stylu subiektywnej relacji, utwór ma charakter prywatnego dziennika pobytu we Włoszech; autor wykorzystał w nim doskonałą znajomość topografii Rzymu i jego okolic. Powieść odbierana była w Polsce w sposób spłycony, jako typowy dla kultury okresu gomułkowskiego utwór z nurtu zamaskowanej walki z Kościołem i jego watykańskim zapleczem, narastającej w latach sześćdziesiątych. W powieści zawarto także subtelną krytykę „poranionej” emigracji polskiej: konsekwentnie niechętnej i wciąż nieprzekonanej co do pozytywnego charakteru zmian, jakie tymczasem dokonały się w kraju, a zarazem pogrążonej w atmosferze przymusowego egzystowania wśród obcych. Ówczesna propagandowa wartość utworu Brezy tkwiła w tym, iż nie atakując wprost Watykanu i katolickiej hierarchii Kościoła czy też środowisk emigranckich, oględnie ukazywał pośrednio ich słabości i funkcjonalną nieadekwatność w świecie współczesnym, domyślnie zapytując o sens ich trwania na dotychczasowych pozycjach. W literackim przetworzeniu tematyki politycznej, spospolitowane racje propagandowe pisarz zastąpił subtelniejszymi – intelektualno-uczuciowymi. Ujęcie to miało przemawiać do postępowej inteligencji, również katolickiej. Znamienne, że powieści towarzyszył wydany niemal równocześnie tom szkiców Spiżowa brama – eseistycznego dziennika utrzymanego w podobnym nurcie kontestacji.
Z perspektywy drugiej dekady XXI wieku powieść może być interpretowana jako analiza kryzysu Kościoła pod koniec pontyfikatu Piusa XII, w latach poprzedzających narodziny ruchu odnowy nazwanego aggiornamento (uwspółcześnienie) i obrady zwołanego przez Jana XXIII Soboru watykańskiego II. W szerszym, pozapolitycznym wymiarze powieść drastycznie ukazuje styk hermetycznego i ugruntowanego tradycją aparatu wszelkiej biurokracji z kierującym się całkiem innymi zasadami światem zewnętrznym. W opisie zmagań bohatera z niepojętą machiną biurokratyczną niekiedy przebija tło surrealistyczne, nasuwające analogie z losami bohaterów znanych utworów F. Kafki.  